# 제임스 왓슨 크로닌
제임스 왓슨 크로닌(1931년 9월 29일 ~ 2016년 8월 25일)은 미국의 핵물리학자이다.
그는 일리노이주 시카고에서 태어나 서던 메소디스트 대학교를 졸업했다. 그와 공동 연구자 밸 로그즈던 피치는 소립자의 반응이 기초적인 대칭 이론에 부합하지 않는다는 것을 증명한 1964년의 실험으로 인해 1980년에 노벨 물리학상을 받았다. 특히 그들은 K 중간자를 이용해 역반응을 일으켰을 때 반응이 일어나기 전 상태로 돌아가지 않는다는 것을 보여 소립자 간의 상호작용은 시간과 연관성이 있다는 것을 보였다. 이로 인해 CP 위반 현상이 발견되었다.
소립자 물리학에 대한 중요한 실험적 공헌으로 그는 1976년에 어니스트 로런스 상을 받았다. 1999년에는 미국 과학 훈장을 받았다. 그는 시카고 대학교 교수로 재직했으며, 오거 우주선 관측소의 대변인도 맡은 바 있다.